# 黑頭海蛇
黑頭海蛇（學名：Hydrophis melanocephalus）是蛇亞目眼鏡蛇科海蛇屬下的一種有毒海蛇，主要分布於南中國海、澳洲及日本之間的海域，是日本的受保護動物。目前未有任何亞種被確認。

## 特徵
黑頭海蛇體長約為80至140公分，體型幼長。體色以淺黃色為主，身上佈有黑色紋帶。特徵為其黑色的頭部，其學名中的「melanocephalus」意思就是「黑色的頭」。

## 地理分布
黑頭海蛇主要分布於以下海域：
- 南中國海附近，包括越南、中國廣東至浙江與及台灣海岸；
- 澳洲及新畿內亞一帶的海域，澳洲北領地及西澳州沿岸；
- 日本西南群島及沖繩島，有時也會順著對馬海流游至北海道。

標準產地為印度洋。

## 棲息及行為
黑頭海蛇主要棲息於熱帶至亞熱帶的海域，是完全水棲型的蛇類，於陸地上活動困難。牠們多於日間出沒，以捕食魚類為主。繁殖方面，黑頭海蛇屬卵胎生蛇類，雌蛇每年約於十月時生產，每次能誕下約四至五條幼蛇。
雖然大部分海蛇都沒有主動攻擊人類的傾向，然而黑頭海蛇卻屬於較具攻擊性的成員，而且牠們遇到人類時，不會採取純迴避的消極態度。每年在日本沖繩一帶，均會有數宗黑頭海蛇咬死人類的事件，因此在遭遇野生黑頭海蛇的時候必須謹慎小心。

## 毒性
黑頭海蛇的毒素以神經毒素為主要成分，人類中毒後會出現全身疲憊乏力、肌肉刺痛、活動能力出現障礙、呼吸困難、麻痺等徵狀，最惡劣情況可能導致死亡。倘若肢體被黑頭海蛇所咬，應立即將傷口近心臟一端的肢體緊縛起來，阻緩血液間的毒液運行，而且盡量將毒血抽出，同時盡快求醫接受適當治療。

## 備註
1. 1 2  中国科学院动物研究所. . 《中国动物物种编目数据库》. 中国科学院微生物研究所.   [2009-04-11]. （原始内容存档于2016-03-05）.
2. ↑  . ITIS. 2007  [7 September, 2007].

## 外部連結
- （英文）TIGR爬蟲類資料庫：黑頭海蛇